# Плещеев, Григорий Андреевич
Плеще́ев Григо́рий Андре́евич по прозвищу Глазун — московский дворянин, стольник, воевода.

## Биография
В 1598 году он был стряпчим, подписался под соборным определением об избрании в цари Бориса Фёдоровича Годунова. В 1611 году — стольник.
Его подпись встречается под грамотой, утверждённой об избрании на царство Михаила Фёдоровича. Ему было дано в вотчину из его же поместья 418 четей, всего за ним числилось 680 четей.
В 1614 году он был товарищем воеводы в Туле и должен был идти в Алатырь, чтобы вместе с другими воеводами отправиться, под начальством князя Сулешова Юрия Яншеевича и князя Барятинского против Заруцкого и его соумышленников. С Тулы он был отпущен 18 апреля 1615 года и в следующем году становится осадным воеводой в Москве, от Москвы реки до Серпуховских ворот, вместе с князем Иваном Фёдоровичем Хованским, его поместный оклад составлял 900 четей и 130 pублей.
Во время обеда у царя Михаила Фёдоровича английского посла, в 1617 году, Плещеев сидел за посольским поставцом.
2 сентября 1618 году он отправляется в Тулу, где пробыл до марта 1619 года. В этом году он присутствует в числе сопровождавших царя Михаила Фёдоровича и его мать Марфу Ивановну на богомолье в Макарьевский Унженский монастырь. По пути на Унжу царь Михаил Фёдорович пробыл 6 дней в Костроме и в часы, свободные от церковной службы, занимался рыбной ловлей на Волге. Первый улов был отправлен с Плещеевым в Москву к патриарху Филарету Никитичу.
В 1620—1621 годах Плещеев был воеводой на Великих Луках, а в 1625—1626 годах — второй воевода в большом полку в Туле.
На первой и второй свадьбах царя Михаила Фёдоровича, Плещеев присутствовал за большим столом. На четвертый день второй свадьбы он был у государева стола, когда обедали только два боярина, думные дьяки и девятнадцать дворян, в 1627 году находился в числе дворян, которые в Светлое Христово Воскресение «ударили челом государю в комнате». В том же году был при приёме в Грановитой палате литовского гонца, а затем литовских посланников.
В период с 1627 по 1629 год Плещеев 11 раз был у государева стола и один раз дневал и ночевал на государевом дворе.
В 1629 году он — дворянин московский. В 1630 году был при приёме шведского посла, в Грановитой палате. В том же году межевал землю в Козельском уезде, в Бородском стану.
В 1631 году — голова стрелецкий. В этом и следующем году был в числе тех лиц, которым царь велел «видеть свои государские очи» в праздник Светлого Христова Воскресения. С 1633 года назначен воеводой на Двине, где пробыл 2 года.
По челобитной Плещеева, в 1637 году, ему за прежнюю службу было пожаловано в вотчину 200 четей.
У Плещеева были местнические споры с И. Ф. Хованским, Ф. Л. Бутурлиным, А. Г. Долгоруким, С. В. Прозоровским, И. И. Салтыковым, Ю. Д. Хворостининым, Ю. И. Шаховским и И. П. Шереметевым.